# 若林快三
若林 快三（わかばやし かいぞう、明治11年（1878）1月24日 ～ 大正10年（1921）7月6日）は、満蒙独立運動に関わった活動家である。

## 略歴
明治29年（1896）9月22日に原田村（現・島根県隠岐郡 隠岐の島町 原田）の秋庭源太の養嗣子となるが、明治30年（1897）5月24日離縁、父親・彰信の戸籍に戻る。 明治31年（1898）1月31日に彰信の戸籍より分家届出。
明治34年（1901）1月に設立された黒龍会（国家主義団体）に所属。第一次満蒙独立運動（大正元年・1912年）、第二次満蒙独立運動（大正5年・1916年）に関り、殉難した。 
現在のモンゴル国にはいった最初の島根県人とされている。
死亡日は、はっきりしないが、墓誌には、44歳で死亡と刻印されている。墓は、原田にある伊賀神社横の墓地。